# Adler (hudební skupina)
Adler byla americká rocková superskupina, kterou založil v roce 2011 bývalý bubeník rockové skupiny Guns N' Roses Steven Adler. Skupina vznikla po rozpadu Adlerovi předchozí kapely Adler's Appetite. Další členové skupiny byli Jacob Bunton (rytmická kytara, zpěv), Johnny Martin (baskytara) a Lonny Paul (sólová kytara).

## Historie
Adler po rozpuštění předchozí skupiny Adler's Appetite a Adler se rozhodl nahrát album do nového projektu. V roce 2011 Steven založil novou skupinu s jeho příjmením Adler. Našel jsi kytaristy Jacoba Buttona a Lonnyho Paula z kapely Lynam a baskytaristu Johnnyho Martina z kapely L.A. Guns. Přes rok 2011 nahráli album ve studiu a vydali ho 26. listopadu 2012 s názvem Back From The Dead. Producentem alba byl Jeff Pilson (bývalý baskytrista kapel Dokken a Dio) který se podle členů skupiny byl během nahrávání jako pátým členem skupiny." Adler řekl: Mým cílem je dostat tuhle skupinu za 25 let do Rock and Roll Hall of Fame a být součástí kapel The Rolling Stones, Aerosmith a Rush. Tihle kluci jsou kamarádi a rádi tvoří hudbu a je skvělé být součástí tohodle gangu.
Začátkem roku 2013 skupina zahájila americké turné a na podzim téhož roku evropské turné. Plány byly však omezeny, když Adler v květnu 2013 nastoupil do rehabilitace a skupina následně oznámila pauzu. V létě 2015 se skupina vrátila a zahájila americké turné. V roce 2016 skupina vystoupila na M3 Rock Festival a Monsters Of Rock Cruise později se ukázalo, že se jedná o poslední vystoupení skupiny. V únoru 2017 Adler prozradil, že se skupina rozpadla z důvodu jeho nezájmu hrát na koncertech s nízkou návštěvnosti. V roce 2018 dal znovu dohromady starou skupinu Adler's Appetite s novou sestavou.

## Členové

### Dřívější členové
- Steven Adler – bicí (2011–2016)
- Jacob Bunton – zpěv, příležitostná rytmická kytara (2011–2016)
- Johnny Martin – baskytara, doprovodný zpěv (2011–2016)
- Lonny Paul – sólová kytara, doprovodný zpěv (2011–2016)

## Diskografie
- Back From The Dead (2012)